# 4D Man
4D Man (bra: Quarta Dimensão, ou O Demônio Enfurecido) é um filme americano de ficção científica lançado em 1959, dirigido por Irvin S. Yeaworth Jr.. É estrelado por Robert Lansing, Lee Meriwether e James Congdon.

## Sinopse
Cientista pesquisando a ciência de transpor as matérias, torna-se ele próprio um ser com esta capacidade, mas precisa recarregar-se sugando a energia vital de outras pessoas.

## Elenco
- Robert Lansing — Dr. Scott Nelson
- Lee Meriwether — Linda Davis
- James Congdon — Dr. Tony Nelson
- Robert Strauss — Roy Parker
- Edgar Stehli — Dr. Theodore W. Carson
- Patty Duke — Marjorie Sutherland
- Guy Raymond — Fred
- Chic James — B-girl
- Elbert Smith — Capt. Rogers
- George Karas — Sgt. Todaman
- Jasper Deeter — Sr. Welles